# 玻利維亞 (北卡羅萊納州)
玻利維亞（英語：Bolivia）是一個位於美國北卡羅萊納州不倫瑞克縣的城鎮。同時該地也是不倫瑞克縣的縣治。

## 人口
根據2020年美國人口普查的數據，玻利維亞的面積為1.65平方千米，皆為陸地。當地共有人口149人，而人口密度為每平方千米90人。